# E-mu Emulator

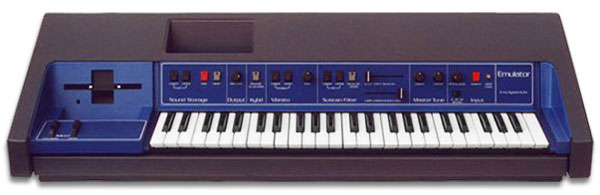
E-mu Emulator

Gli E-mu Emulator furono una serie di campionatori digitali a tastiera basati su floppy, prodotti dalla E-mu Systems dal 1982 al 1990. Benché non fossero i primi campionatori messi in commercio (si nota, tra i più famosi predecessori, il Fairlight CMI), furono comunque i primi ad essere utilizzati da un gran numero di musicisti, a causa del prezzo, relativamente basso, e della loro forma che permetteva l'uso anche nei live. Furono anche innovativi per l'integrazione della tecnologia dei computer nelle tastiere elettroniche.

## Storia
E-mu Systems fu fondata nel 1971 e cominciò la sua attività come produttrice di microchip, tastiere digitali a scan e componenti per strumenti elettronici. I ricavi di quest'attività permisero alla compagnia di avere una cospicua dose di fondi da investire sulla ricerca e lo sviluppo di strumenti elettronici. Queste portarono alla realizzazione di vari sintetizzatori modulari e del primo importante prodotto, l'Audity. Nel 1979, i due fondatori della società, Scott Wedge e Dave Rossum, videro il Fairlight CMI e la Linn LM-1, e decisero di ispirarsi a questi per produrre una serie di strumenti meno costosi che funzionassero tramite il campionamento.
Originariamente, i due soci decisero di vendere il loro prodotto alla Sequential Circuits, che, al tempo, aveva utilizzato il design E-mu nel proprio Prophet-5. Poco tempo dopo, la ditta smise però di utilizzare il design e di pagare la conseguente royalty. Per questo, la E-mu dovette mettere in vendita in proprio l'Emulator.

## Prodotti

### Emulator
Messo in commercio ufficialmente nel 1982, l'Emulator era una workstation con tastiera basata su floppy, che permetteva al musicista di campionare suoni, registrandoli e rendendoli poi eseguibili come fossero i suoni di un preset, tramite le note della tastiera. Il floppy da 5 1/4" rendeva possibile la memorizzazione dei campionamenti, e il musicista poteva crearsi una gamma personale, condividerla, o anche comprare librerie già pronte.
Il campionatore era piuttosto semplice, a 8 bit, con un solo filtro che permetteva di eseguire un solo loop per volta. Venne distribuito in tre modelli: uno a due (di cui fu venduta una sola unità), uno a quattro ed uno a otto voci. Il primo modello, inoltre, era diviso ed era stato concepito per essere suonato da tale, perciò per eseguire lo stesso suono su una intera tastiera bisognava inserire il suono del floppy in ogni parte dello strumento.
Stevie Wonder, il quale elogiò lo strumento alla convention NAMM del 1981, ricevette la prima unità messa in commercio (con numero di serie 001). Originariamente questa era stata promessa a Darryl Dragon dei Captain & Tenille, poiché egli era stato uno dei primi ad acquistare sistemi E-mu. Wonder, però, era al tempo molto più noto e poté garantire una maggior pubblicità al prodotto. Nel 1982, l'Emulator fu distribuito in versione aggiornata, che includeva un VCA ed un sequencer base, ad un prezzo minore dell'originale. Circa 500 unità vennero vendute prima che il prodotto venisse ritirato dal mercato nel 1983.

### Emulator II

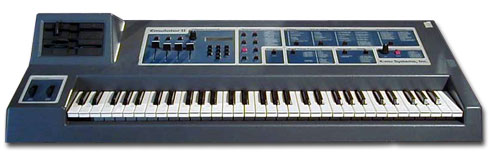
E-mu Emulator II

Messo in commercio nel 1984 con enorme clamore, l'Emulator II (o EII) fu il secondo campionatore E-mu. Come il predecessore, si trattava di un sampler ad 8 bit che ricalcava la stessa ricerca anche nell'uso della tecnologia digitale e del rate di campionamento a 27,7 kHz. Permetteva una maggior flessibilità nella modifica dei suoni e un miglior controllo in tempo reale. Fu venduto ad un prezzo simile al precedente (7.995 dollari per la versione standard e 9.995 per quella con una memoria extra). Ulteriori aggiornamenti rispetto all'Emulator erano costituiti dalla presenza di una seconda unità floppy, un hard drive da 20 MB ed un aumento sostanziale della memoria. Per il suo ridotto prezzo veniva considerato un ottimo strumento, soprattutto se paragonato con l'esoso Fairlight CMI.
Molte librerie di campionamenti vennero sviluppate per l'Emulator II, includendo una moltitudine di suoni orchestrali. Famoso è il suono del flauto Shakuhachi usato da Peter Gabriel in Sledgehammer e dal gruppo Enigma in MCMXC a.D.
L'Emulator II divenne molto popolare fra gli artisti synthpop degli anni ottanta, quali New Order, Depeche Mode e Pet Shop Boys. Venne utilizzato anche nel film Ferris Bueller's Day Off dal protagonista per simulate il suono del divenire malato.

### Emulator III
L'Emulator III fu introdotto a seguito dell'obsolescenza dell'Emulator II nel 1987, e la versione più avanzata venne distribuita nel 1990. Una versione montabile su rack fu poi commercializzata nel 1988.
Era caratterizzato da 4 o 8 MB di memoria, e campionava in 16 bit, a 44kHz stereo, ed al tempo era considerato il più avanzato e professionale campionatore disponibile. La qualità del suono era anch'essa notevolmente migliorata rispetto alle precedenti versioni, con migliori uscite e filtri audio più avanzati. Nonostante questo, l'Emulator III non ottenne la stessa popolarità dei suoi predecessori, principalmente a causa del suo prezzo (dovuto all'elevata qualità dei materiali), non più economico ma dispendioso, soprattutto se paragonato ai prodotti di Akai, Ensoniq o Casio. La E-mu era riuscita ad ottenere successo con le precedenti versioni in quanto i loro prezzi, sempre al di sotto dei 10.000 dollari, erano molto convenienti se paragonati al Fairlight CMI (da 30.000 a 200.000 dollari) ai prodotti Synclavier (da 200.000 a 500.000). Negli anni '90, invece, nuovi prodotti vennero messi in commercio dalle marche sopra indicate, con prezzo minore di 2.000 dollari, e la E-mu non riuscì per questo a guadagnare con l'Emulator III quanto era riuscita con gli altri due.
Benché non ebbe un generale successo con i musicisti professionisti, l'EIII riuscì a trovare spazio nello studio di artisti quali New Order (nell'album Technique) Tony Banks dei Genesis e i Depeche Mode (durante le registrazioni dell'album Violator).

## Musicisti che usavanoEmulator
- ABC
- China Crisis - Emulator in Working with Fire and Steel
- Claudio Coccoluto
- Coil
- Constance Demby - Emulator II in Novus Magnificat
- Damon Edge
- David Bowie
- Depeche Mode (furono tra i principali utilizzatori di Emulator durante tutti gli anni '80)
- Dire Straits
- Enya
- Exotic Birds
- Front 242
- Genesis
- Herbie Hancock
- The Human League
- Jean-Michel Jarre - Emulator in Zoolook e Revolutions, Emulator II in Rendez-Vous
- John Foxx - Emulator in The Garden
- Litfiba - Emulator e Emulator II nell'album 17 Re
- Maria Bazar
- Michael Cretu - Emulator II in Samurai
- Max MC Costa
- Mister Mister
- Neiv
- New Order
- Nitzer Ebb
- John Fell
- Norman Iceberg
- Orbital
- Talking Heads - Emulator in Stop Making Sense
- Orchestral Manoeuvres in the Dark
- Paul Hardcastle
- Paul McCartney
- Paul Young - Emulator in No Parlez
- Peter Gabriel - Emulator in Sledgehammer
- Pet Shop Boys
- Thompson Twins
- Todd Rundgren - Emulator in A Cappella
- Daniel Melero
- Queen
- Ryūichi Sakamoto
- Paul Rein - Emulator II in Communicate
- The Residents
- toxic·N·blue
- Simple Minds
- Tangerine Dream
- Ultravox
- Vangelis - Emulator in Blade Runner
- Roger Waters
- Brian Wilson
- Stevie Wonder
- XTC
- Yes
- Yanni